# Adrianna Sułek-Schubert

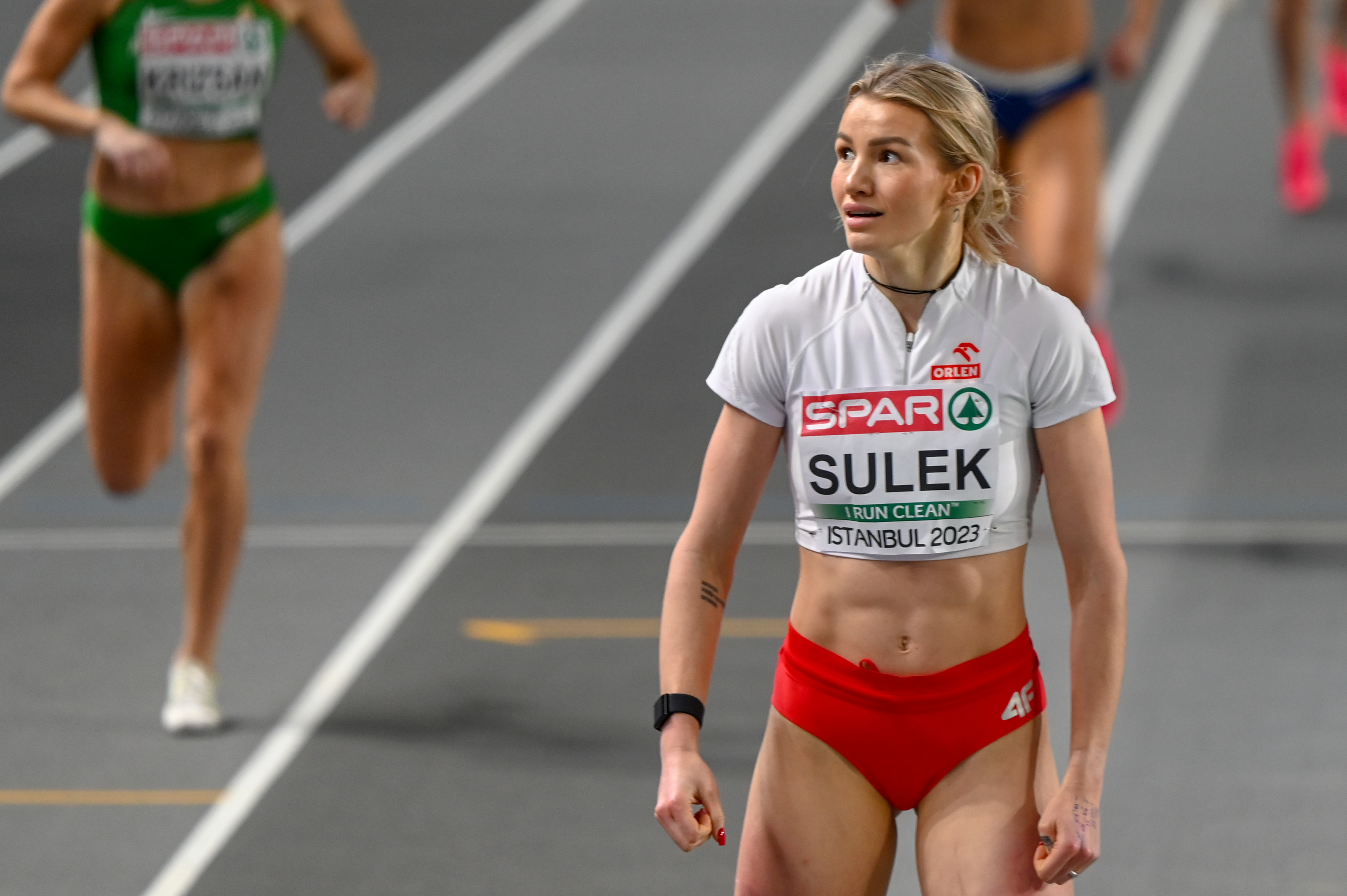
Adrianna Sułek-Schubert under löpningsgrenen av de europeiska inomhusmästerskapen i friidrott, den 3 mars 2023.

Adrianna Sułek-Schubert, född 3 april 1999 i Bydgoszcz i norra Polen, är en polsk friidrottare inom mångkamp, som tidigare har varit aktiv som volleybollspelare. Hon vann en silvermedalj i femkamp under 2022 års inomhusvärldsmästerskap i friidrott. Hon placerade sig därefter på en fjärdeplats i sjukamp vid 2022 års världsmästerskap i friidrott, samt tog silver i det årets europamästerskap i friidrott, och 2023 års europeiska inomhusmästerskap i friidrott.
Hon mottog en bronsmedalj i sjukamp under 2018 års juniorvärldsmästerskap  i friidrott, samt blev mästare under 2021 års U23-europamästerskap i friidrott. Sułek-Schubert är polsk rekordhållare för både sjukamp och femkamp inom friidrott. Hon har dessutom vunnit sju stycken individuella nationella titlar inom denna sportgren.
Sułek-Schubert är sedan år 2023 gift med den före detta häcklöparen Kacper Schubert, med vilken hon har en son, född i februari 2024.